# Thaler de Marie-Thérèse

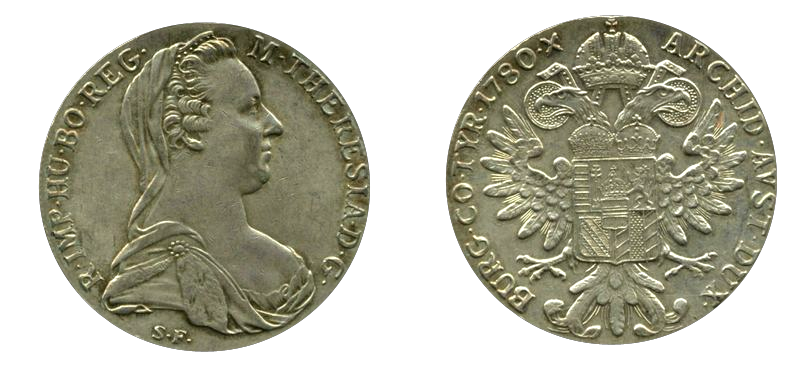
Avers et revers d'un « thaler de Marie-Thérèse », argent, millésimé 1780 : cette frappe est postérieure à 1858.

La thaler de Marie-Thérèse (abrégé TMT, ou en allemand, Marie-Theresien-Taler, MTT) est une pièce de monnaie autrichienne sans valeur faciale, utilisée dans le commerce international depuis sa première frappe, en 1741.
Dans l'usage courant international, elle était entre autres appelée « piastre ».

## Histoire
Cette grosse pièce en argent est un thaler qui tient son nom de la représentation qu'elle porte à l'avers du buste de l'archiduchesse d'Autriche et reine de Hongrie, Marie-Thérèse Ire (1740-1780), profil tourné vers la droite.
Son diamètre est de 39,5 mm à 41 mm, son poids de 28,066 800 g au titre de 833,3 millièmes d'argent métal, le reste de l'alliage est composé de cuivre. Toute pièce pesant un poids inférieur de 20 g peut être considérée comme fausse.
La plupart des pièces portent à l'avers sous le buste une signature initialisée « S.F. » pour Schoebl-Faby, du nom des deux graveurs, Tobias Johann von Schöbl (S) et Joseph von Faby (F), ayant exécuté le portrait pour l'atelier monétaire de Guntzbourg (Bavière), lieu originel de la première frappe. À partir de la mort de l'impératrice, sur toutes les refrappes la pièce porte la date de « 1780 ». Les frappes ultérieures ne feront que reprendre ce modèle, jusqu'au XXe siècle. Les autres ateliers les plus courants ont été Milan, Venise, et Vienne.
La tranche porte la devise latine iusticia et clemencia.
Au revers, au centre, l'aigle à deux têtes, symbole du Saint-Empire, surmonté par la couronne impériale.
Démonétisée dans l'empire d'Autriche le 31 octobre 1858 avec l'adoption du florin austro-hongrois, cette pièce continue son existence comme jeton de transaction commerciale dans une grande partie du monde, échangée pour la valeur de son poids d'argent.
Les monnaies frappées à Rome à partir de 1935 sont d'un poids très légèrement inférieur (0,5 g) mais contiennent la même quantité d'argent car frappées au titre de 835 millièmes.

## Frappe
Le thaler de Marie-Thérèse (noté TMT) millésimé 1780 est interdit de reproduction par un autre pays que l'Autriche depuis 1946.
Au total, 389 millions de pièces TMT 1780 ont été frappées, dont 49 millions après la Seconde Guerre mondiale. Ce thaler, comme monnaie de collection, est actuellement frappé à la monnaie de Vienne et vendu avec une faible marge sur sa valeur intrinsèque. Des versions belle épreuve existent aussi. En réalité, « plus de 300 millions de thalers de Marie-Thérèse ont été frappés après 1858 ».

## Utilisation

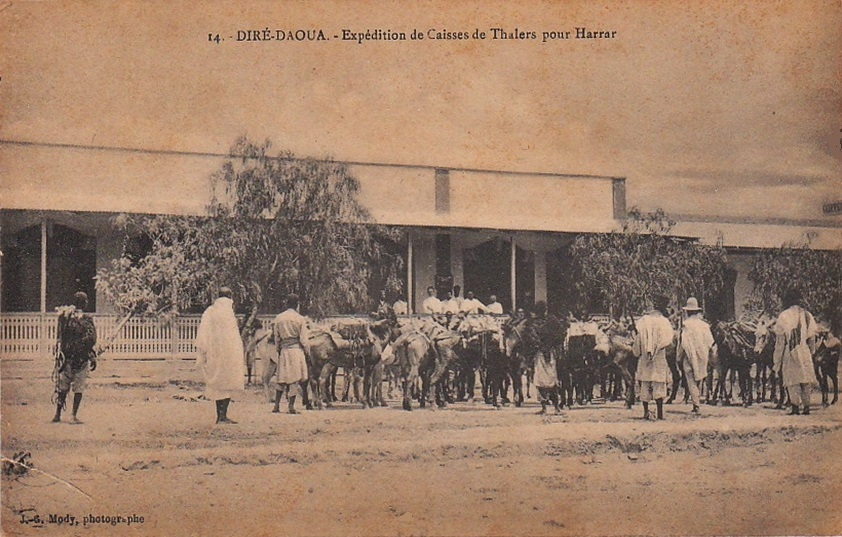
Caisses de thalers chargées à dos d'âne et expédiées depuis Dire Dawa à Harrar (carte postale signée Mody, vers 1908).

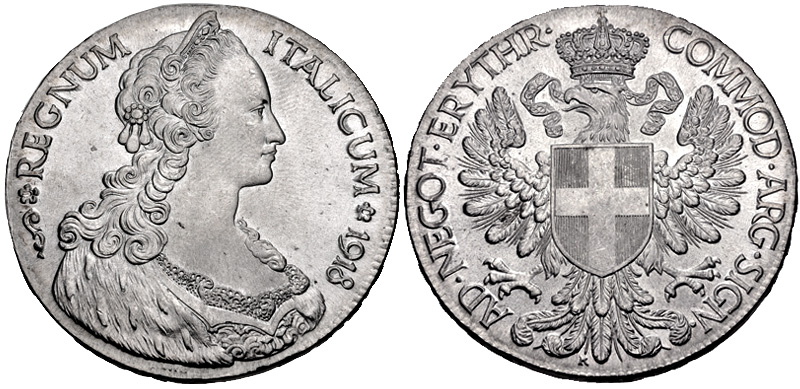
Type du Tallero d'Italia conçue par Attilio Motti, frappée à Rome en 1918, au même poids, destiné à l'Érythrée italienne.

Cette pièce de monnaie connut une grande diffusion dans tout le Saint-Empire, et fut utilisée dans de nombreux États allemands (Brême, Brunswick, Hanovre, Mecklembourg-Schwerin, Mecklembourg-Strelitz, Oldenbourg, Prusse, Saxe), ainsi que dans des cantons suisses et aux États-Unis d'Amérique (avant et après l'indépendance). Jusqu'au début du XXe siècle il n'était pas rare de le voir sur les marchés du Proche-Orient.
Dès sa création, ce thaler a été diffusé dans les pays limitrophes de la mer Rouge. James Bruce l'utilise lors de son voyage en 1768[réf. nécessaire]. Arthur Rimbaud, lors de son installation en Abyssinie, le mentionne à plusieurs reprises dans sa correspondance. Il est utilisé au Yémen jusqu'en 1960[réf. nécessaire]. Ces thalers sont également utilisés dans les colonies italiennes, allemandes, portugaises et françaises (dont Obock, Côte française des Somalis), et les dépendances de l'Empire ottoman.
En Éthiopie, il circule jusqu'à sa démonétisation en 1946 et l'interdiction d'exportation de tous les TMT du pays en 1949. Menelik II a fait frapper des thalers, appelés localement birr ou talari, d'un poids et diamètre proches mais à son effigie.
Le thaler de Marie Thérèse a été refrappé à Rome à partir de 1935 pour l'Afrique orientale italienne.
Des thalers de Marie-Thérèse sont parfois encore utilisés pour la confection de pièces de joaillerie.